# 毛氏节孝坊 (衢州)
毛氏节孝坊，是一座清代牌坊，位于中华人民共和国浙江省衢州市柯城区华墅乡柴家村（柴家田铺）西南。2009年12月12日公布为第三批衢州市文物保护单位。
清康熙五十二年（1713年）由西安县向朝廷举荐柴氏第十四世孙柴应升的继妻毛氏，在寡居之后抚养继子柴益基、柴益泽成人，益泽获监生。31年后，乾隆九年（1744年）下诏题旌兴建毛氏节孝坊。高6米，宽4米，二柱一间三楼。刻有“圣旨”、“恩荣”、“节孝”、“为故民柴應陞节妇毛氏立”等字样。雕刻精美。毛氏节孝坊历经咸丰七年（1857）长毛之乱（石达开部围攻衢州91天，焚毁柴家村）和1966年“破四旧”两场浩劫，仍保存完好。
位于江山市四都镇傅筑园村的富竹街石牌坊，系旌表毛氏之姐的牌坊，四柱三间七楼。